# Rumble Pak

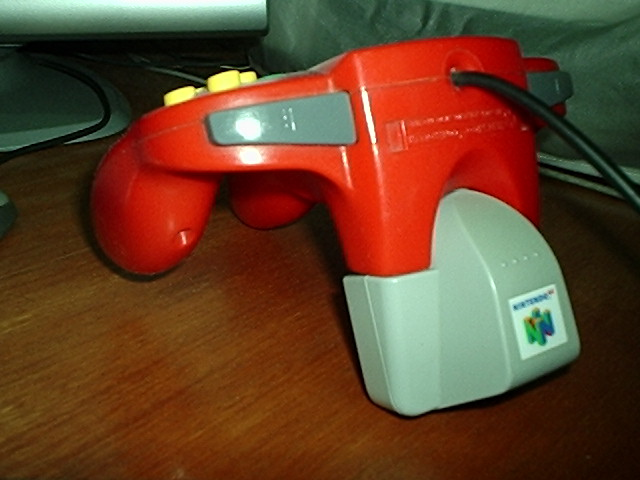
Standaard Rumble Pak, achterzijde.

Het Rumble Pak is een vibratie-uitbreiding voor de Nintendo 64, vergelijkbaar met de DualShock voor de PlayStation.
Bij een aantal spellen is het mogelijk om de controller te laten vibreren via het Rumble Pak. Dit Pak wordt in de achterkant van de controller gestopt, net zoals het eerder uitgebrachte Controller Pak en het later gelanceerde Transfer Pak. Het Rumble Pak werd op de markt gebracht als een manier om de speler nog meer in het spel te laten betrekken. Sinds de release van het Rumble Pak is force feedback vibration standaard bij elke uitgebrachte controller.
Het standaard Rumble Pak van Nintendo werd in april 1997 in Japan, juli 1997 in Amerika en oktober 1997 in Europa gelanceerd. Het Rumble Pak had 2 AAA-batterijen nodig om te werken. Omdat de accessoire aan de achterkant van de controller werd gekoppeld, was het daardoor onmogelijk om het Controller Pak en het Rumble Pak tegelijk te gebruiken, maar het was wel mogelijk om te wisselen tussen de accessoires. Dit wisselen wordt ook wel hot-swapping genoemd.
Het Rumble Pak werd geïntroduceerd met het Nintendo 64-spel Lylat Wars, maar Rumble Pak-ondersteuning werd al snel een standaard voor nieuwe Nintendo 64-spelen. Sommige N64-spellen, zoals Super Mario 64 en Wave Race 64 werden zelfs heruitgebracht, maar dan met Rumble Pak-ondersteuning.
Niet lang na de release van het Rumble Pak kwamen er ook third-party varianten uit, zoals het Tremor Pak, waarbij het Controller Pak tegelijk met het Rumble Pak gebruikt kon worden.
Expansion Pak · Rumble Pak · Controller Pak · Transfer Pak